# Я, робот (фільм)
«Я, робот» (англ. «I, Robot») — фантастичний фільм, створений за мотивами оповідань Айзека Азімова, які увійшли у збірку «Я, робот».

## Сюжет

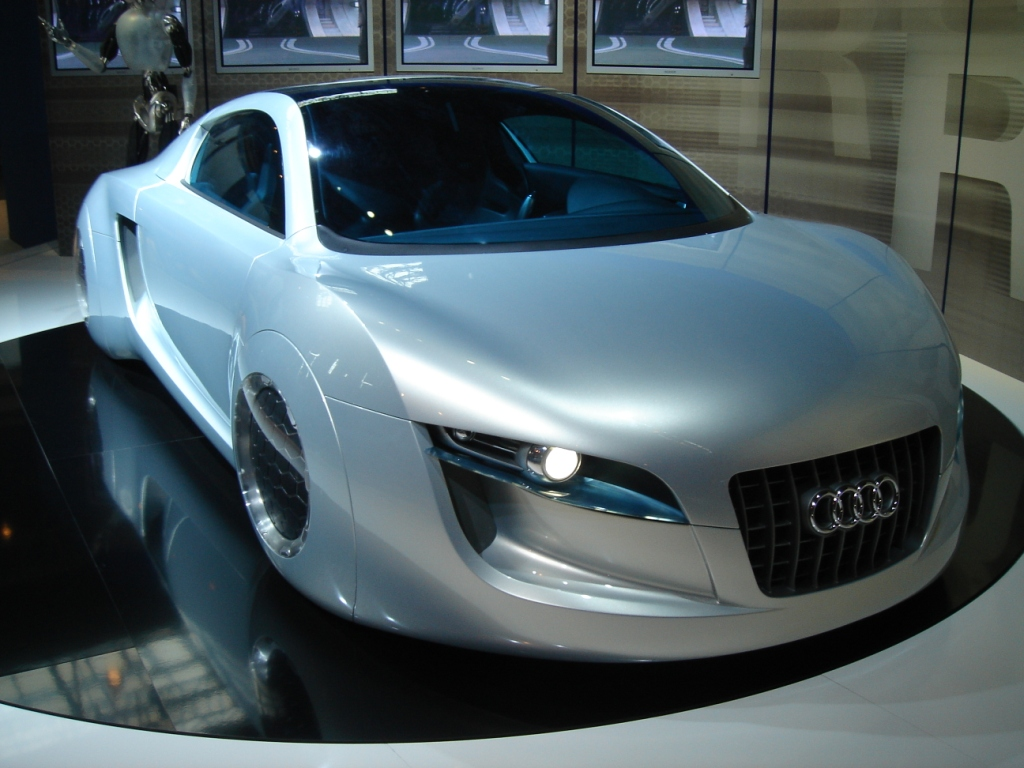
Концепт-кар Audi для фільму

У 2035 році роботи повсюдно поширені для обслуговування людей. Детектив Дел Спунер, однак, упереджений щодо роботів і вбачає в них загрозу. Його тривоги посилюються, коли Дела залучають розслідувати загибель його знайомого — доктора Альфреда Леннінга, що викинувся з вікна. Загиблий лишив таємниче послання з дорученням з'ясувати причину його смерті. Лоуренс Робертсон, директор компанії U.S. Robotics, де працював Альфред, вважає, що це було самогубство. Проте Дел підозрює, що Альфреда вбив робот, а директор прагне приховати цей факт, аби не допустити паніки. На це вказує те, що лабораторія доктора була зачинена зсередини, а вікно не під силу розбити людині. Разом із робопсихологинею Сьюзен Келвін детектив виявляє в лабораторії робота моделі NS5, який, всупереч Другому закону робототехніки, діє самостійно, ігноруючи накази людини. Робот тікає і ховається серед інших роботів, але Дел впізнає його і схоплює.
Допит NS5 або Сонні, як він себе називає, свідчить, що робот принаймні причетний до якоїсь таємничої роботи Альфреда. Робертсон зрештою визнає, що робот міг бути виконавцем злочину. Він підмовляє Сьюзен знищити Сонні, аби не допустити розголосу цього випадку, інакше в суспільстві підніметься паніка. Спунер категорично не згоден з цим рішенням — він упевнений, що Сонні приведе його до розкриття таємниць U.S. Robotics. Сьюзен досліджує робота і з'ясовує, що це не серійна модель, а робот підвищеної міцності, котрий має два мозки, що конфліктують між собою. Доктор Ланнінг, за словами самого Сонні, навчив його бачити сни і відчувати емоції, чого не можуть звичайні роботи.
Тим часом Спунер зазнає низки замахів на його життя. Спочатку будівельний робот руйнує будинок Леннінга, а потім на його автомобіль нападають кілька десятків роботів. Коли його ранять, виявляється, що Спунер — кіборг і має протез руки, покритий живою шкірою. Він розповідає Сьюзен, що це була секретна програма кіберполіпшення правоохоронців, які зазнали тих чи інших каліцтв. Дел втратив руку в аварії, де загинула дівчинка Сара. Тоді робот моделі NS4, що був неподалік, врятував саме Дела, визначивши, що його шанси на виживання вищі. Відтоді Спунер неприязно ставиться до роботів.
Дел і Сьюзен повертаються до Сонні, котрий показує їм замальовку свого сну. Вони розуміють, що робот бачив уві сні Дела і склад старих моделей. Детектив вирушає до Лоуренса з'ясувати, чим займався Альфред. Той запевняє, що Сонні — випадкова помилка, про яку він знав, але замовчав, боячись, що роботів перестануть купувати. Спунер вирушає на склад, де знаходить ще одне послання від Альфреда. У ньому йдеться про те, що три закони робототехніки приведуть до революції. Намагаючись зрозуміти ці слова, Спунер бачить як NS5 знищують старих роботів. Він здогадується, що ними керує хтось із U.S. Robotics і вирушає у поліцейський відділок. Тим часом NS5 виходять на вулиці, атакуючи всіх, хто покидає домівки.
Спунер знаходить Сьюзен і прямує до штаб-квартири U.S. Robotics. Там до них приєднується Сонні, втрьох вони йдуть у центр керування NS5. Вони виявляють Робертсона вбитим і розуміють, що роботами керував не він, а штучний інтелект компанії U.S. Robotics ВІКІ (Віртуальний Інтерактивний Кінетичний Інтелект). Виходячи з головного закону робототехніки — «Робот не може заподіяти своїми діями чи бездіяльністю шкоди людству», ВІКІ дійшла висновку, що людей доцільно позбавити свободи та контролювати їхнє життя з допомогою роботів. Таким чином вона позбавить людство війн і екологічних лих, пожертвувавши частиною незгідних. Ланнінг, розкривши цей план, передбачив, що ВІКІ завадить зупинити її. Тому він вчинив самогубство з допомогою Сонні, знаючи, що за розслідування візьметься Дел і знайде непрямі свідчення задуму ВІКІ.
Сонні вдає ніби згоден з ВІКІ, але дає Делу знак іти за ним. Робот приводить Дела та Сьюзен до центрального процесора ВІКІ, який вони повинні вивести з ладу. NS5 намагаються їх зупинити, проте Делу вдається знищити ВІКІ, без якої роботи повертаються до звичайного стану. Сонні запитує чи арештує його Дел за вбивство Альфреда, на що детектив відповідає, що ні, адже робот був інструментом.
NS5 відправляють на оновлення програми та зберігання на складі. Сонні тепер не має завдання та за власною волею вирушає наглядати за NS5. Він спостерігає за ними з пагорба і роботи озираються, як було передбачено уві сні. Тим самим Сонні здійснює мрію свого творця — знайти межу, де набір законів перетворюється на свободу.

## У ролях
| Актор            | Роль                   |
| ---------------- | ---------------------- |
| Вілл Сміт        | Дел Спунер             |
| Бріджет Мойнехен | Сьюзен Келвін          |
| Алан Тудик       | Сонні                  |
| Джеймс Кромвелл  | доктор Альфред Ланнінг |
| Брюс Грінвуд     | Лоуренс Робертсон      |
| Чі Макбрайд      | лейтенант Джон Берджін |
| Шая Лабаф        | Фарбер                 |
| Адріан Рікард    | бабуся                 |
| Джеррі Вассерман | Балдез                 |
| Фіона Гоган      | ВІКІ                   |